# Soul Kitchen. Der Geschichte erster Teil – das Buch vor dem Film

Aufgeschlagen: Das Buch vor dem Film

Soul Kitchen. Der Geschichte erster Teil – das Buch vor dem Film ist ein Roman von Jasmin Ramadan. Das 2009 bei Blumenbar erschienene Werk, das die erste Veröffentlichung der Autorin darstellt, erzählt die Vorgeschichte zu Fatih Akıns Kinokomödie Soul Kitchen (2009). Nur wenige Tage nach dem erfolgreichen Filmstart war die erste Auflage des Romans bereits vergriffen. Neuauflagen folgten bei Blumenbar und Dumont.

## Entstehung
Die Entstehung des Romans geht auf die Initiative des Soul-Kitchen-Regisseurs zurück. Fatih Akın habe sich gewünscht, dass seine Freundin seit Jugendtagen, Jasmin Ramadan, den Film in irgendeiner Form „literarisch begleite“. 2006 hatte Ramadan den Förderpreis für Literatur der Hamburger Kulturbehörde für den Beginn ihres bis heute unveröffentlichten Romans Ein Pinguin auf der Antenne erhalten. Bei der Ausarbeitung von Soul Kitchen habe Akin der Autorin, der er vorzeitige Einsicht in das von Adam Bousdoukos und ihm verfasste Drehbuch gewährte, freie Hand gelassen (vom Kochbuch bis zum Romanepos sei alles möglich gewesen). Das Werk entstand dennoch aufgrund des Termindrucks (veröffentlicht werden sollte das Buch nämlich am Tag der Welturaufführung des Films) in nur zehn Monaten. Die Autorin gab an, gern mehr Zeit für ihr literarisches Debüt gehabt zu haben.

## Inhalt
Der griechischstämmige Zinos lebt mit seiner Familie in Hamburg-Altona. Er erlebt, wie sein großer Bruder ins Gefängnis geht, seine Eltern nach Griechenland zurückkehren und er selbst aufgrund seiner Verfressenheit zu einem „wabbeligen Antitypen“ mutiert, dem die Mädchen nicht gerade nachlaufen. Ein lebensgefährlicher Selbstfindungstrip führt Zinos, der vom Pech in Liebesdingen verfolgt bleibt, u. a. zu seiner Tante auf die kleine griechische Insel Miostollorikiossinissossios, in ein Hamburger Bordell und auf die Karibikinsel Adios, die auch nur auf den ersten Blick traumhaft erscheint. Zuletzt muss Zinos einsehen, dass die Kindertage vorbei sind und er endlich Verantwortung für sich und sein Leben übernehmen muss. Zurück in Hamburg beginnt er ein Unterklasse-Restaurant, das „Soul Kitchen“, zu führen, dessen Stammkundschaft ihm das Überleben sichern soll. Mit Nadine, der ersten Frau, in die Zinos sich verliebt, die weder „narzisstisch, verlogen, labil, drogensüchtig, irre oder eine Nutte“ ist, scheint sich schließlich auch das Liebesglück einzustellen.
Ramadan verwebt in ihrem Buch nicht nur Akins Filmfiktionen mit ihren eigenen, sondern auch die Realität. „Soul Kitchen!? Geil, Digger, geil, geil, geil!“, äußert sich die merkwürdig an Zinos interessierte Romanfigur Fatih (= Fatih Akın), als sie von dem Restaurantvorhaben des Helden erfährt.

## Hintergrund
Wo möglich versucht der Regisseur Akin seine Filme durch Bücher begleiten zu lassen. Ramadans Roman ist dabei aber ebenso wenig wie der in Auf der anderen Seite empfohlene Roman Die Tochter des Schmieds von Selim Özdoğan oder der zu Akins Im Juli entstandene gleichnamige Roman desselben Autors die Vorlage des Films und folglich auch kein „Buch zum Film“ im herkömmlichen Sinne. Bei Soul Kitchen handelt es sich laut Untertitel vielmehr um „das Buch vor dem Film“ und „der Geschichte erster Teil“. Tatsächlich erschien es am 10. September 2009 Monate vor dem für Weihnachten 2009 geplanten deutschen Kinostart der gleichnamigen Komödie und erzählt angesiedelt „zwischen Coming of Age und Road Movie“ ausschließlich ihre Vorgeschichte.
Vor dem Filmstart in Deutschland fanden, zum Teil in Anwesenheit Akins, Lesungen aus dem Roman mit Philipp Baltus, dem Sprecher der Hörbuchfassung, und der Autorin statt. Baltus ist auch im Film in einer Rolle zu sehen. Das Harbour Front Literaturfestival in Hamburg bedachte die Autorin mit einer Einladung. Das Werk sei „eine genauso absurde wie philosophische Großstadtkomödie“ und Ramadan „mit ihrem Debüt […] ein besonderer Brückenschlag gelungen […]. Auf einzigartige Weise verweben sich hier die Figuren des Buches mit denen des Filmes, bauen die Charaktere unmittelbar aufeinander auf.“ Die Welt kündigte die Buchpräsentation von Soul Kitchen als einen der Höhepunkte des Literaturfestivals an. Das Hamburger Abendblatt stellte fest: „Selten wohl ist die Lesung einer Debütantin so gestürmt worden: Im voll besetzten Bunkerklub jubelten fast 400 junge Zuschauer […], als Schauspieler Philipp Baltus auf der Bühne Akins Altonaer Digger-Alder-Dialekt fabelhaft und urkomisch parodierte“. Weitere Lesungen u. a. im Literaturhaus Salzburg und auf der Frankfurter Buchmesse folgten und folgen.

## Rezeption
Nina Berendonk von der Süddeutschen Zeitung betonte genauso die Eigenständigkeit des Buches über das „rasante, überaus phantasievolle Erwachsenwerden eines modernen Alexis Sorbas“ hervor. Ihrer Meinung nach funktioniere Ramadans Prequel für sich „ganz wunderbar und liefert überdies zu jedem Kapitel ein passendes, manchmal fast philosophisch anmutendes Kochrezept.“
Klaus Irler von der taz rezensierte das Buch ebenso positiv und findet insbesondere bewundernde Worte für die Schreibkunst der Autorin. Der von Akin vorgegebene Protagonist Zinos sei „ein harmloser Sympath, er würde aus eigener Kraft nie einen Roman und auch keinen Film tragen. Also müssen die Einwirkungen aus der Umwelt stark gemacht werden. Und damit bekommt Hamburg seinen Auftritt: Bordelle! Reiche Töchter aus Harvestehude! Drogen! Und später, als Zinos nicht mehr in Hamburg, sondern in der Karibik ist: Magie. Planvolle Moskitos! Ein Hotel, in dem es nicht mit rechten Dingen zugeht! Das alles klingt lächerlich und ist so überdreht wie der Film, aber was Jasmin Ramadan durchaus schafft, ist eine Balance herzustellen zwischen dem schwachen Helden und der starken Umwelt. Wenn Zinos' Dahingestolpere langweilig wird, meldet sich das Leben und wenn das Leben übertreibt, legt Zinos eine Prince-Scheibe auf. Das macht „Soul Kitchen“ zu einem zuversichtlichen Buch: Das mit dem Leben läuft schon. Zumindest, wenn man ein bisschen Zinos in sich hat.“
Die Deutsche Presse-Agentur vermeldete eine ungebremste, oftmals gegensätzliche Ideenwelt in dem Roman. Fatih Akın habe „offenbar nicht nur ein Händchen dafür, Schauspieltalente zu entdecken, sondern auch Schriftstellerinnen.“
Maike Schiller vom Hamburger Abendblatt lobte besonders die „Figurenführung“ des Werks und seinen Tonfall: „leicht, warmherzig und pointiert“. Wer Soul Kitchen gelesen habe, hätte außerdem „beim späteren Kinobesuch einen Mehrwert“ – obwohl beide Arbeiten auch ganz unabhängig voneinander funktionierten. Der Verbund von Kinofilm und Buch bzw. Hörbuch in dieser Art und Weise sei allerdings ein Novum im deutschsprachigen Raum.
Ulrich Noller vom WDR stellte den Roman als „Buchtipp“ im Funkhaus Europa vor und hob ebenfalls die „lustige Idee“ hervor, „ein Buch zum Film, das dessen Geschichte nicht einfach nur nacherzählt, sondern das Davor in der Geschichte der Hauptfigur erhellt.“ Dabei sei es als ein „eigenes und eigenständiges Kunstwerk: Klasse geschrieben, gut geplottet, witzig erzählt, abwechslungsreich gestaltet – und voller Wärme für die gut gemachten, lebendigen Figuren.“
Bei der bei GoyaLIT erschienen und von Philipp Baltus gesprochenen Hörbuchversion gefiel dem Rezensenten von Die Welt insbesondere auch die verwendete Musik, mit der die Tonfassung unterlegt ist.
Anne Haeming vom Goethe-Institut zeigte sich eher unentschieden. Der Geschichte erster Teil sei ein Debütroman, und das merke man laut Rezensentin Anne Haeming auch. Die Geschichte sei einerseits „schwerfällig, wie frisch aus dem Frittierfett gezogen“. Andererseits sei „das „Prequel“ auch im Positiven mindestens so gehaltvoll wie eine fettige Portion Pommes. Denn man muss Ramadans erfundener Vorgeschichte durchaus zugutehalten, dass sie den Charakteren des Films zusätzliches Profil gibt. Die Biographie der Filmhelden: eine Idee mit Charme. Sie erzählt, wie sie wurden, was sie sind – und verleiht den Filmfiguren dadurch eine Tiefe, die sie ohne das Buch nicht hätten. Es sei „das fehlende Puzzlestück“, so Akin. Klar, die beiden Werke, Buch und Film, funktionieren durchaus eigenständig. Doch am Ende ist es Ramadans Buch, das das Grundgefühl von „Soul Kitchen“ tatsächlich zu transportieren vermag: mit liebevoll zusammengestellten Rezepten, immer eines für jede Phase in Zinos Leben. Und ehrlich: Ohne den „Schmortopf Adios“ will man danach nicht mehr sein“, schließt Haeming versöhnlich.
Akin selbst bezeichnete den Roman dann auch als „das fehlende Puzzlestück“ zu seinem Film. Ramadan erzähle „herrliche Geschichten“, die „sehr witzig, sehr traurig, sehr frivol“ seien.

## Auszeichnung
Obwohl es sich bei dem Film Soul Kitchen, zu dem das Buch entstand, um die Verfilmung eines Originaldrehbuchs handelt, geriet er als einer von vier Titeln auf die Shortlist zur besten internationalen Literaturverfilmung auf der Frankfurter Buchmesse 2009, was mit dem von Ramadan vorgelegten Prequel in Romanform begründet wurde. Juergen Boos untermauerte die von ihm als „Experiment“ ausgewiesene Entscheidung:

„Für mich ist dieser Film spannend, weil darin zu sehen ist, wie die Industrien zusammenwachsen – Blogs, Bilder, Originaltöne, es wird getwittert. Bei „Soul Kitchen“ von Fatih Akin entstehen Buch und Film gemeinsam und beeinflussen sich gegenseitig. Das Tolle ist, dass das Buch, das sich mit der Genese des Films beschäftigt, in einem literarischen Verlag […] erscheint.“

## Einzelbelege
1. ↑  DPA: Film: Fatih Akin in seiner Heimatstadt gefeiert. In: Focus Online. 20. September 2009, abgerufen am 14. Oktober 2018.
2. ↑  — (Memento vom 10. September 2009 im Internet Archive)
3. ↑  Archivierte Kopie (Memento vom 5. September 2009 im Internet Archive)
4. ↑  Frank Keil: Nach dem Lesen an den Tresen. In: welt.de. 13. September 2009, abgerufen am 7. Oktober 2018.
5. ↑   (Seite nicht mehr abrufbar, festgestellt im Januar 2024. Suche in Webarchiven)  Info: Der Link wurde automatisch als defekt markiert. Bitte prüfe den Link gemäß Anleitung und entferne dann diesen Hinweis. In: abendblatt.de
6. ↑  https://www.literaturhaus-salzburg.at/programm/index.cfm?Detail=4404&select_month=0909&autorid=1775@1@2Vorlage:Toter+Link/www.literaturhaus-salzburg.at+(Seite+nicht+mehr+abrufbar,+festgestellt+im+November+2018.+Suche+in+Webarchiven) Datei:Pictogram+voting+info.svg Info:+Der+Link+wurde+automatisch+als+defekt+markiert.+Bitte+prüfe+den+Link+gemäß+Anleitung+und+entferne+dann+diesen+Hinweis.
7. ↑  KLAUS IRLER: Zinos und die Kunst zu stolpern. In: taz.de. 5. Januar 2010, abgerufen am 30. Januar 2024 (Ausgabe 9080, S. 23).
8. ↑  Maike Schiller: Diese Frau macht Akins "Soul Kitchen" schmackhaft. In: abendblatt.de. 17. September 2009, abgerufen am 29. Januar 2024.
9. ↑  http://www.funkhauseuropa.de/service/buchtipps/2009/ramadan_090916.phtml
10. ↑  "Soul Kitchen" von Fatih Akin als Hörspiel. In: Die Welt. 2. Februar 2010, abgerufen am 10. September 2022.
11. ↑  Anne Haeming: „Soul Kitchen“ – Jasmin Ramadans Roman zum Film von Fatih Akin. In: Goethe-Institut. Archiviert vom Original am 2. Mai 2010; abgerufen am 10. September 2022.  Info: Der Archivlink wurde automatisch eingesetzt und noch nicht geprüft. Bitte prüfe Original- und Archivlink gemäß Anleitung und entferne dann diesen Hinweis. (Wayback-Memento)
12. ↑  "Dialog über Menschenrechte ermöglichen". In: fr.de. 27. Januar 2019, abgerufen am 30. Januar 2024.